# Россюм (Гелдерланд)
Россюм (нід. Rossum) — село в нідерландській провінції Гелдерланд. Входить до муніципалітету Масдріл.
Його площа — 14,17 км², а населення станом на 2021 рік становило 2995 осіб.
Перша згадка про населений пункт датується 893 роком. До 1999 року мало статус окремого муніципалітету.

## Галерея

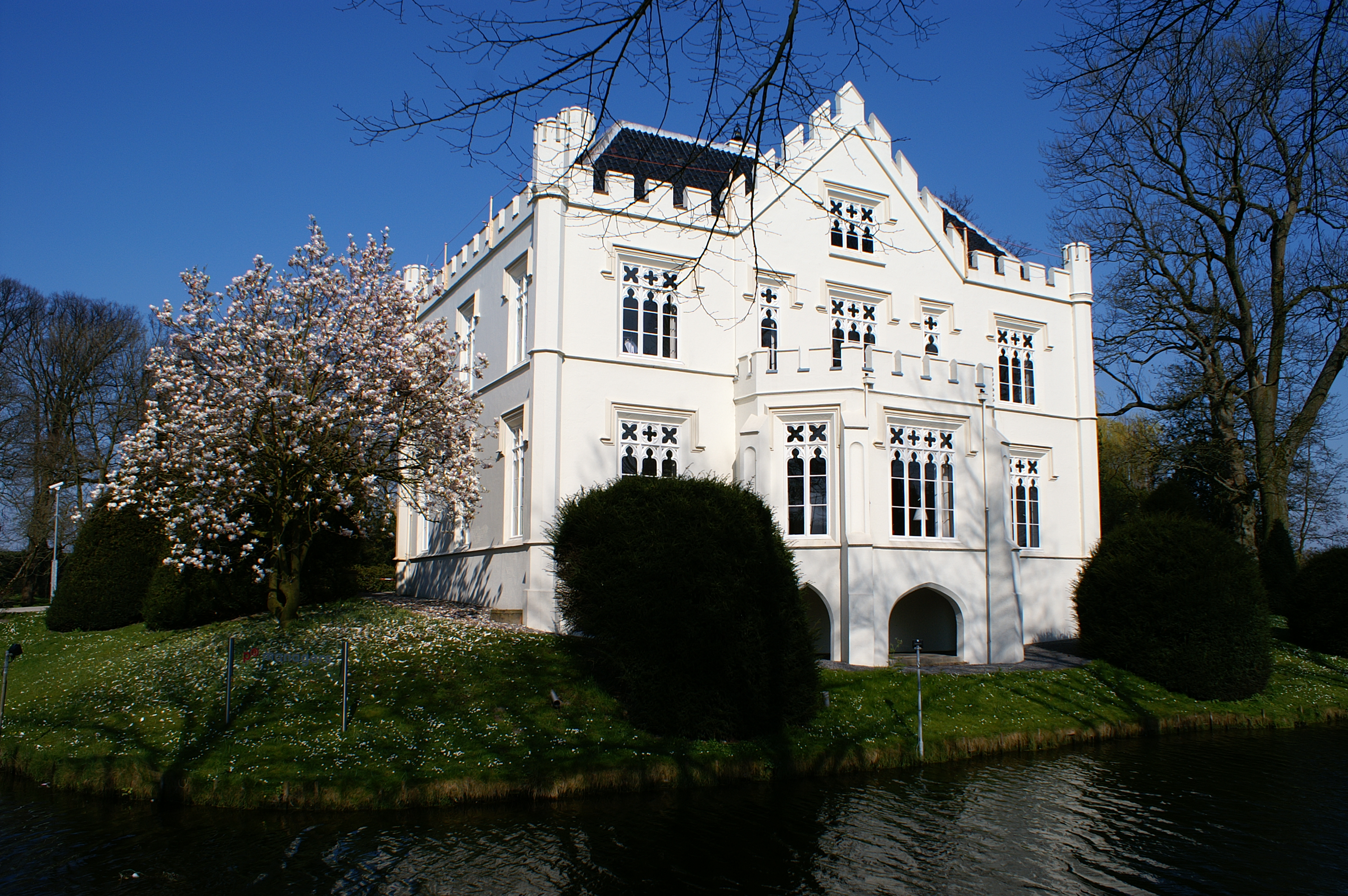
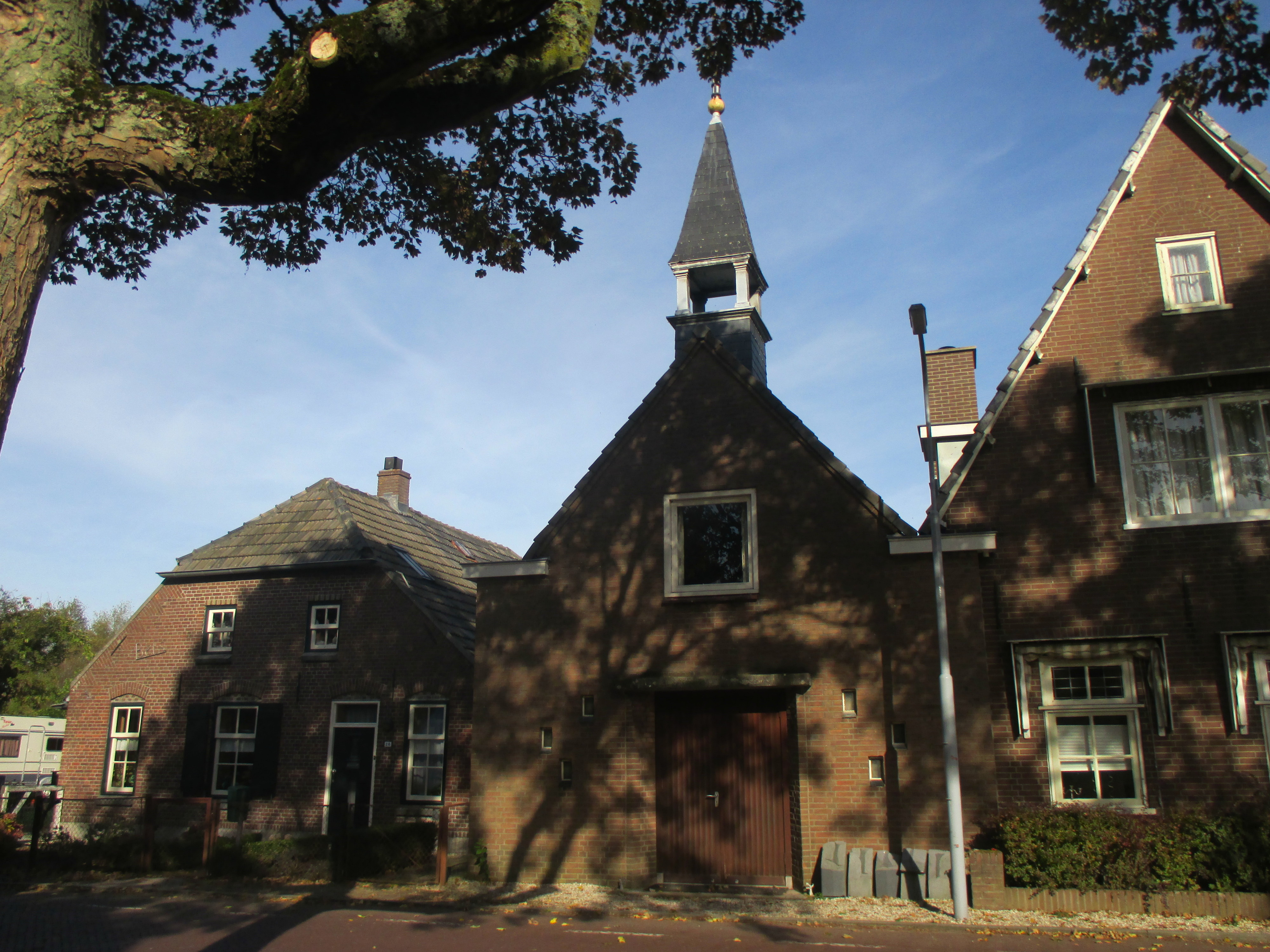
Реформістська церква
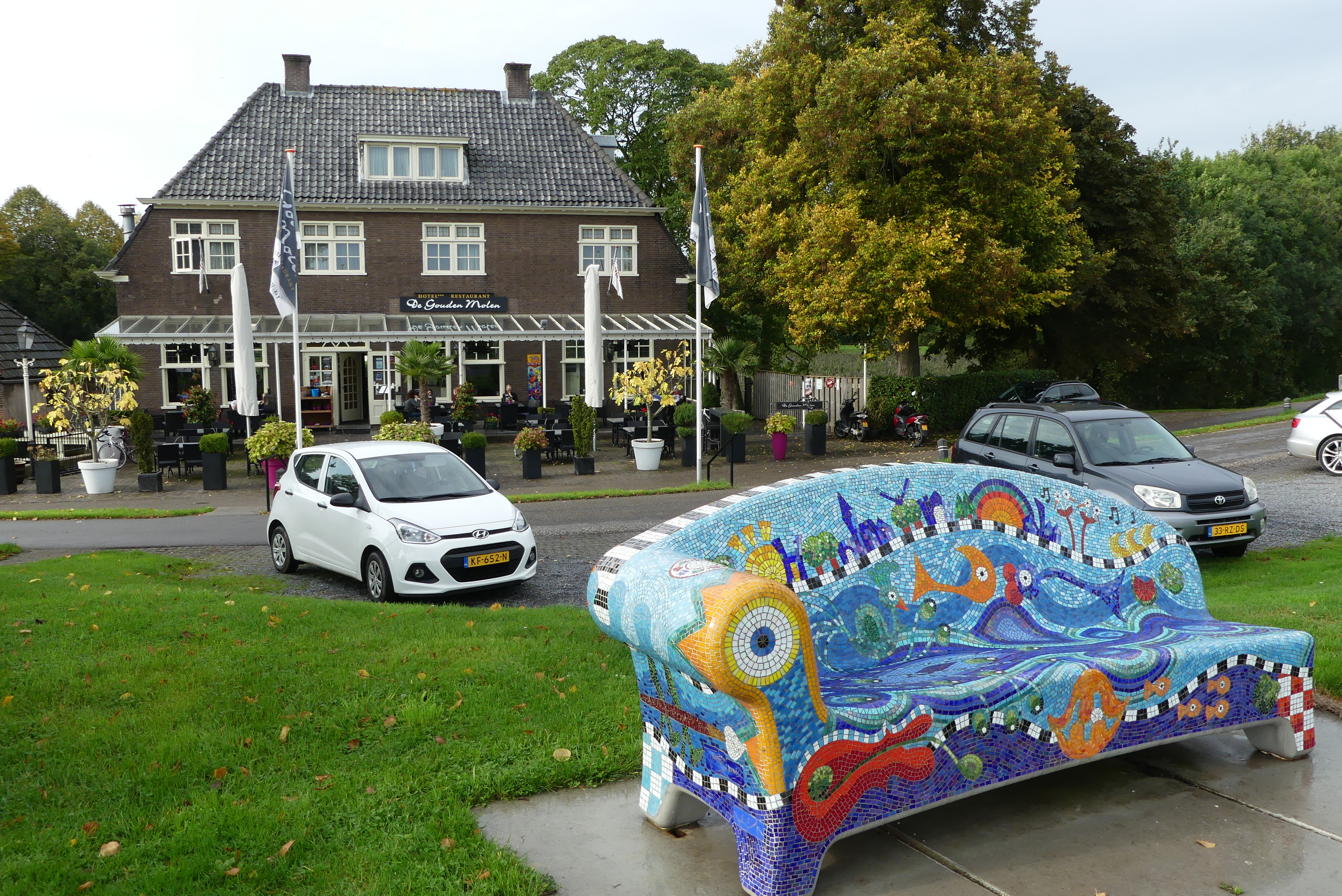
Готель-ресторан
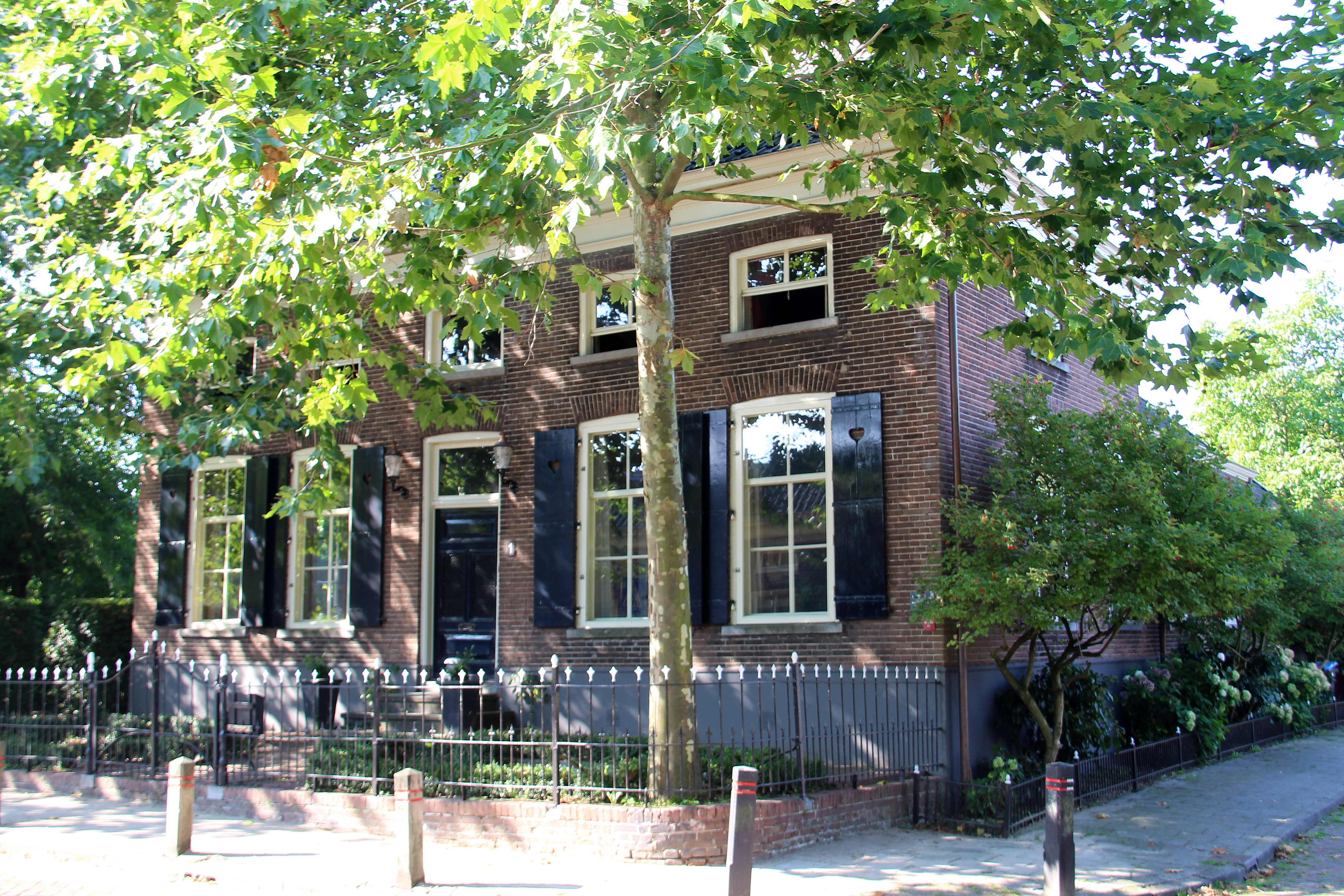
Житловий будинок